# Asclepias welshii

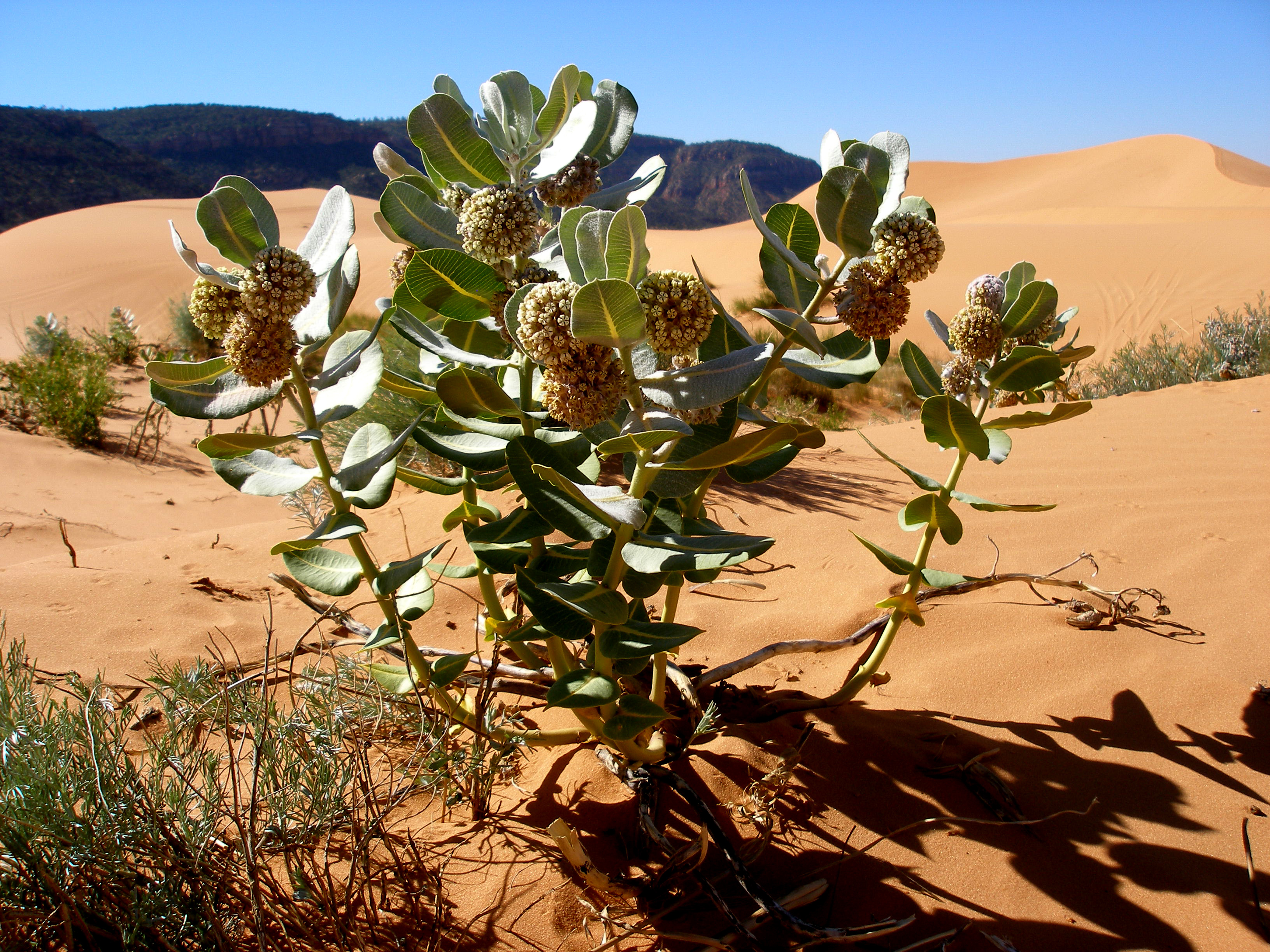
Wachstumsform mit Blütenständen

Asclepias welshii ist eine Pflanzenart der Gattung Seidenpflanzen (Asclepias) aus der Unterfamilie der Seidenpflanzengewächse (Asclepiadoideae). Das Artepitheton ehrt Stanley Larson Welsh, den früheren Professor für Botanik und Kurator des Herbariums der Brigham Young University in Provo (Utah, USA). Die Art ist eine Pionierpflanze auf wandernden Sanddünen.

## Merkmale

### Vegetative Merkmale
Asclepias welshii ist eine ausdauernde, krautige, aufrecht wachsende Pflanze mit einem Wurzelsystem bestehend aus mehreren Pfahlwurzeln, die durch waagerecht verlaufende Seitensprosse miteinander verbunden sind. Die aufrechten oder aufsteigenden, in Büscheln stehenden, kräftigen Triebe werden 25 bis 100 cm hoch (lang) und sind unverzweigt. Die gestielten Blätter sind gegenständig, die Stiele 1 bis 5 mm (selten auch bis 10 mm) lang. Die ledrigen Blattspreiten sind unterschiedlich geformt entlang des Triebes. Die oberen Blätter sind breit länglich-elliptisch, eiförmig oder verkehrteiförmig mit gerundetem oder abgeflachten, stachelspitzigen äußeren Ende, und einem gerundeten bis annähernd herzförmigen unteren Ende. Sie sind (6) 7 bis 9 (15) cm lang und (3) 3,5 bis 6 (8) cm breit. Die unteren Blätter sind ungestielt, deutlich kleiner, elliptisch mit zugespitztem äußeren Ende und basal herzförmig-stängelumfassend. Die Blätter sind zunächst dicht mit einer weißen flaumigen Wolle bedeckt; sie werden später kahl, besonders an der Unterseite.
Die Art bildet drei verschiedene Typen von Trieben mit entsprechenden Blattformen aus, die oft vom selben Wurzelsystem gebildet werden und nebeneinander wachsen können. Palmer & Armstrong bezeichnen diese verschiedenen Typen als
- Primärstadium mit schmal-linealischen Blättern. Sämlinge und Triebe, die von kleineren Rhizomen entstehen und die mehrere Jahre alt sein können, bilden diesen Typus aus.
- Sekundärstadium: Zwischenformen zwischen dem Primärstadium und dem reifen Stadium
- reifes Stadium: siehe oben

### Blütenstand und Blüten
Die wenigen Blütenstände sitzen seitlich an den obersten Nodien. Sie sind gestielt, die wollig behaarten Stiele sind 2 bis 4 cm, selten auch bis 7 cm lang. Die kugelförmigen, zymosen Blütenstände haben einen Durchmesser von 7 cm und enthalten bis zu 30, dicht stehende Blüten. Die vergleichsweise großen, gestielten Blüten sind zwittrig, radiärsymmetrisch und fünfzählig. Die Stiele sind 8 bis 13 mm (selten bis 20 mm) lang und wollig behaart. Die Kelchblätter sind bereits an der Basis zurückgebogen, dann krümmen sie sich aufwärts und folgen dabei der Krümmung der Kronblätter. Sie sind linealisch, 5 bis 7,5 mm lang, auf der Oberseite grün, auf der Unterseite wollig behaart. Die Blütenkrone ist schalenförmig mit zurückgebogenen und aufsteigenden Kronblättern. Die sehr dichte Anordnung der Blüten im Blütenstand verhindert das völlige Abspreizen der Kronblätter und zwingt sie zum Aufsteigen. Die Blütenkrone ist (5) 6 bis 7 (8) mm lang, und cremefarben mit rosa-Tönung. Die Zipfel sind eiförmig, 6 bis 7 mm lang und an der Unterseite mit sehr feinen Härchen besetzt. Die einreihige staminale Nebenkrone ist nur sehr kurz gestielt. Der blassgrüne Stiel ist 0,5 mm lang und 1,5 bis 2,5 mm dick. Die cremefarbenen, sackförmig eingerollten Zipfel der Nebenkrone sind 2,5 bis 4 mm lang, die Enden sind breit-abgeflacht und etwa 2 mm breit. Sie sind etwa 1 mm länger als das Gynostegium. Der hornförmige, an der Innenseite abgeflachte Sekundärfortsatz setzt jeweils etwa in der Mitte der Innenseite der Zipfel an und ragt aus den sackförmigen Zipfeln heraus. Er ist sichelförmig und über dem Griffelkopf nahezu waagrecht eingekrümmt. Der Griffelkopf ist 1,2 bis 1,5 mm hoch und hat 1,5 bis 3,4 mm Durchmesser.

### Früchte und Samen
Die Balgfrüchte stehen abgespreizt auf abgespreizten oder hängenden Stiel. Sie sind breit-spindelförmig und 4 bis 7 cm lang. Die glatte oder auch wollig behaarte Oberfläche trägt weiche, pfriemliche Tuberkel. Die Samen sind breit-elliptisch und bis 20 mm lang (Roth (2001)). Der Haarschopf ist nur rudimentär entwickelt.

## Geographische Verbreitung und (Syn-)Ökologie
Die Art ist bisher nur von einem kleinen Gebiet an der Grenze der amerikanischen Bundesstaaten Arizona und Utah bekannt. Sie wächst dort auf 1700 bis 1900 m. Das größte und individuenreichste Vorkommen befindet sich im Coral Pink Sand Dunes State Park im Süden Utahs.
Asclepias welshii ist eine Pionierpflanze, die aktive, noch nicht bewachsene Sanddünen besiedelt, zusammen mit Redfieldia flexuosa. Die Rhizom-artigen Wurzeln reichen metertief in den Sand hinein, möglicherweise sogar bis in das anstehende Gestein. Aus diesem weitverzweigten Wurzelsystem können mehrere Triebe gebildet werden, die oft entsprechend dem Wurzelsystem weit voneinander entfernt stehen können. Es ist daher oft schwierig zu bestimmen, wie viele (genetisch) verschiedene Individuen tatsächlich eine Düne besiedeln, oder ob es sich um Klone der ein und derselben Pflanze handelt. Stabilisiert sich eine Düne und wird von weiteren Pflanzenarten besiedelt, kann Asclepias welshii letztendlich verdrängt werden. Die Vermehrung erfolgt in erster Linie vegetativ; aber auch durch Samen. Damit die Samen auch in ein geeignetes Habitat fallen, ist der Haarschopf der Samen nur rudimentär entwickelt. Eine Verfrachtung der Samen durch Wind findet somit kaum statt. Die Samen fallen beim Aufplatzen der Samenkapsel in unmittelbare Nähe der Elternpflanze.
In der Dünenlandschaft ist Asclepias welshii vergesellschaftet mit Wyethia scabra, Artemisia campestris, Chrysothamnus nauseosus, Eriogonum alatum, Eriogonum leptocladon, Psoralidium lanceolatum, Calamovilfa gigantea und Muhlenbergia pungens. Im weiteren Bereich kommen außerdem vor: Juniperus osteosperma, Pinus ponderosa und Quercus gambelii. Die Blütezeit ist von Juni bis Juli, die Samen werden von Juli bis Anfang September gebildet.
Als Bestäuber der Blüten wurden bisher folgende Insekten-Arten nachgewiesen:
- Ceratina nanula
- Xylocopa californica
- Westliche Honigbiene (Apis mellifera)
- Bombus bifarius
- Dialictus albohirtus
- Dialictus ruidosensis
- Anthidium rodecki
- Heriades timberlakei
- Polistes dorsalis
- Mimesa sp.
- Microbembex californica
- Bembex americana
- Oxybelus californicus
- Euphydryas anicia
- Euxoa aurulenta

## Taxonomie und Systematik
Das Taxon wurde 1979 von Noel Herman Holmgren und Patricia Kern Holmgren nach einem Vorkommen im Kane County im amerikanischen Bundesstaat Utah erstmals beschrieben. Seither sind weitere Vorkommen in drei Counties im Bundesstaat Arizona hinzugekommen. Synonyme sind keine bekannt.

## Gefährdung
Das Areal ist durch Geländefahrzeuge gefährdet. Die Art wird als Critically Imperiled bzw. "Endangered" eingestuft.

## Belege